# Statue d'Hercule
La statue d'Hercule est un repère important dans la ville allemande de Cassel en Allemagne. Elle est située dans le parc Wilhelmshöhe, le plus grand parc de la ville, inscrit au Patrimoine mondial de l'UNESCO en 2013.

## Présentation
Hercule est une statue en cuivre représentant le demi-dieu grec ancien (Gr. Ηρακλής). 
La statue est située au sommet d'une pyramide qui se dresse au sommet d'un octogone, la statue et les autres parties du monument ont été construites à différentes époques. Aujourd'hui, « Hercule » renvoie non seulement à la statue, mais l'ensemble du monument, y compris l'octogone et la pyramide. Le monument est le point culminant du Bergpark Wilhelmshöhe.
Le monument est situé à Bad Wilhelmshöhe, sur la crête orientale du Habichtswald. Il a été construit dans un vallon artificiel de la colline de Karlsberg (526 m d'altitude).
Cette gigantesque statue est une copie de l'Hercule Farnèse conservé au Musée national archéologique de Naples.

## Architecture

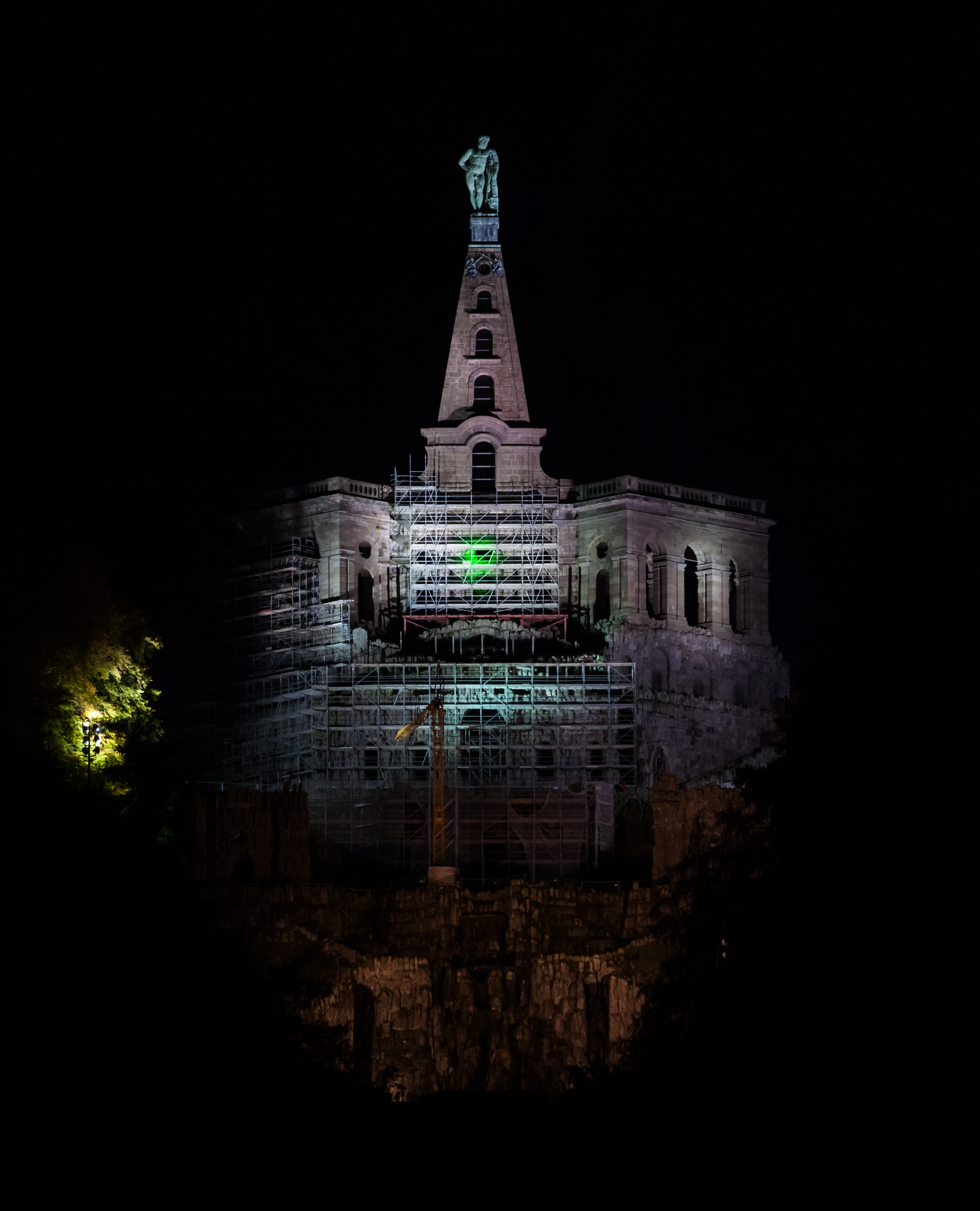
Hercule de nuit

La construction du Bergpark a commencé en 1696. La statue d'Hercule a été construite de 1701 à 1717 et est basée sur les plans de l'Italien Giovanni Francesco Guerniero.
Le monument d'Hercule a une hauteur totale de 70,5 mètres (32,65 mètres sont comptabilisés à l'Octogone ; 29,60 mètres pour la pyramide et de 8,25 mètres pour la statue d'Hercule elle-même). La différence de hauteur entre le haut de la statue et le bas de la cascade est de 179 mètres. 
Les Cascades sont une structure de 250 mètres de long en pierre qui forme un escalier d'eau gigantesque.
La structure complète est faite de Tuff. Ce matériau souple a l'avantage d'une bonne maniabilité, mais il s'érode rapidement, en particulier par le gel. Ce processus d'érosion rapide a été un problème structurel de la statue durant ses 300 années d'existence. 
Fin 2005, un processus de restructuration complète de l'ensemble du monument, dont la statue d'Hercule, a été lancé. La restauration de la statue et du monument a été estimé à plus de 24 millions d'euros.

## Sources
- (en) Cet article est partiellement ou en totalité issu de l’article de Wikipédia en anglais intitulé « Hercules monument (Kassel) » (voir la liste des auteurs).